# Lycoriella modesta
Lycoriella modesta är en tvåvingeart som först beskrevs av Rasmus Carl Staeger 1840.  Lycoriella modesta ingår i släktet Lycoriella och familjen sorgmyggor.
Artens utbredningsområde är Danmark. Inga underarter finns listade i Catalogue of Life.